# Soeira, Fresulfe e Mofreita
Soeira, Fresulfe e Mofreita (oficialmente: União das Freguesias de Soeira, Fresulfe e Mofreita) é uma freguesia portuguesa do município de Vinhais, com 46,67 km² de área e 157 habitantes (censo de 2021). A sua densidade populacional é 3,4 hab./km².

## História
Foi criada aquando da reorganização administrativa de 2012/2013, resultando da agregação das antigas freguesias de Soeira, Fresulfe e Mofreita.

## Demografia
A população registada nos censos foi:
| Distribuição da População por Grupos Etários | Distribuição da População por Grupos Etários | Distribuição da População por Grupos Etários | Distribuição da População por Grupos Etários | Distribuição da População por Grupos Etários | Distribuição da População por Grupos Etários |
| -------------------------------------------- | -------------------------------------------- | -------------------------------------------- | -------------------------------------------- | -------------------------------------------- | -------------------------------------------- |
| Antes da agregação                           |                                              |                                              |                                              |                                              |                                              |
| Ano                                          | 0-14 anos                                    | 15-24 anos                                   | 25-64 anos                                   | >= 65 anos                                   | Total                                        |
| 2001                                         | 13                                           | 27                                           | 115                                          | 109                                          | 264                                          |
| 2011                                         | 18                                           | 8                                            | 86                                           | 112                                          | 224                                          |
| Após a agregação                             |                                              |                                              |                                              |                                              |                                              |
| Ano                                          | 0-14 anos                                    | 15-24 anos                                   | 25-64 anos                                   | >= 65 anos                                   | Total                                        |
| 2021                                         | 6                                            | 5                                            | 66                                           | 80                                           | 157                                          |